# Freyssinet SA
Pour les articles homonymes, voir Freyssinet.
Freyssinet SA est une entreprise établi à Moudon (canton de Vaud) en Suisse. Spécialisé notamment dans la construction et réparation d'ouvrages, elle a des liens forts avec Freyssinet International (actionnaire et fournisseur) du groupe Vinci.

## Historique
Fondée à fin 1964 pour promouvoir, en Suisse et au Liechtenstein, les produits, les techniques et les services de la STUP, Freyssinet SA a rapidement trouvé sa place dans le monde helvétique de la construction.

## Domaines d'intervention
- Précontrainte
- Tirants d'ancrage
- Equipements d'ouvrages d'art (appareils d'appuis, joints de chaussée)
- Réparation de structures porteuses en béton, bois et maçonnerie
- Béton projeté pour renforcement
- Manutention lourde
- Système de protection de la corrosion tel que la protection cathodique
- Vérin plat

## Réalisation

### Précontrainte
- Viaducs de Chillon
- Viaducs de Coudray
- École polytechnique fédérale de Zurich
- Learning Center de l'EPFL à Lausanne